# فهرست آتشفشان‌های ارمنستان
در زیر فهرست آتشفشان‌های خاموش یا فعال ارمنستان آورده شده است.
| نام          | ارتفاع | ارتفاع | موقعیت                                                 | آخرین فوران       |
| نام          | متر    | فوت    | دستگاه مختصات جغرافیایی                                | آخرین فوران       |
| آراگاتس      | ۴۰۹۵   | ۱۳٬۴۳۵ | ۴۰°۳۲′شمالی ۴۴°۱۲′شرقی / ۴۰٫۵۳°شمالی ۴۴٫۲۰°شرقی        | Holocene          |
| Dar-Alages   | ۳۳۲۹   | ۱۰٬۹۲۲ | ۳۹°۴۲′۰۰″شمالی ۴۵°۳۲′۳۱″شرقی / ۳۹٫۷۰°شمالی ۴۵٫۵۴۲°شرقی | ۲۰۰۰ پیش از میلاد |
| رشته‌کوه گقام | ۳۵۹۷   | ۱۱٬۸۰۱ | ۴۰°۱۶′۳۰″شمالی ۴۴°۴۵′۰۰″شرقی / ۴۰٫۲۷۵°شمالی ۴۴٫۷۵°شرقی | ۱۹۰۰ پیش از میلاد |
| تسغوک        | ۳۰۰۰   | ۹۸۴۲   | ۳۹°۴۴′شمالی ۴۶°۰۱′شرقی / ۳۹٫۷۳°شمالی ۴۶٫۰۲°شرقی        | ۳۰۰۰ پیش از میلاد |
| پوراک        | ۲۸۰۰   | ۹۱۸۶   | ۴۰°۰۱′شمالی ۴۵°۴۷′شرقی / ۴۰٫۰۲°شمالی ۴۵٫۷۸°شرقی        | ۷۷۸ پیش از میلاد  |
| کوه آرایی    | ۲۵۷۷   | -      | ۴۰°۱۴′شمالی ۴۴°۱۶′شرقی / ۴۰٫۲۴°شمالی ۴۴٫۲۷°شرقی        | -                 |
| آرتنی        | ۲۰۴۷   | -      | -                                                      |                   |

## نگارخانه

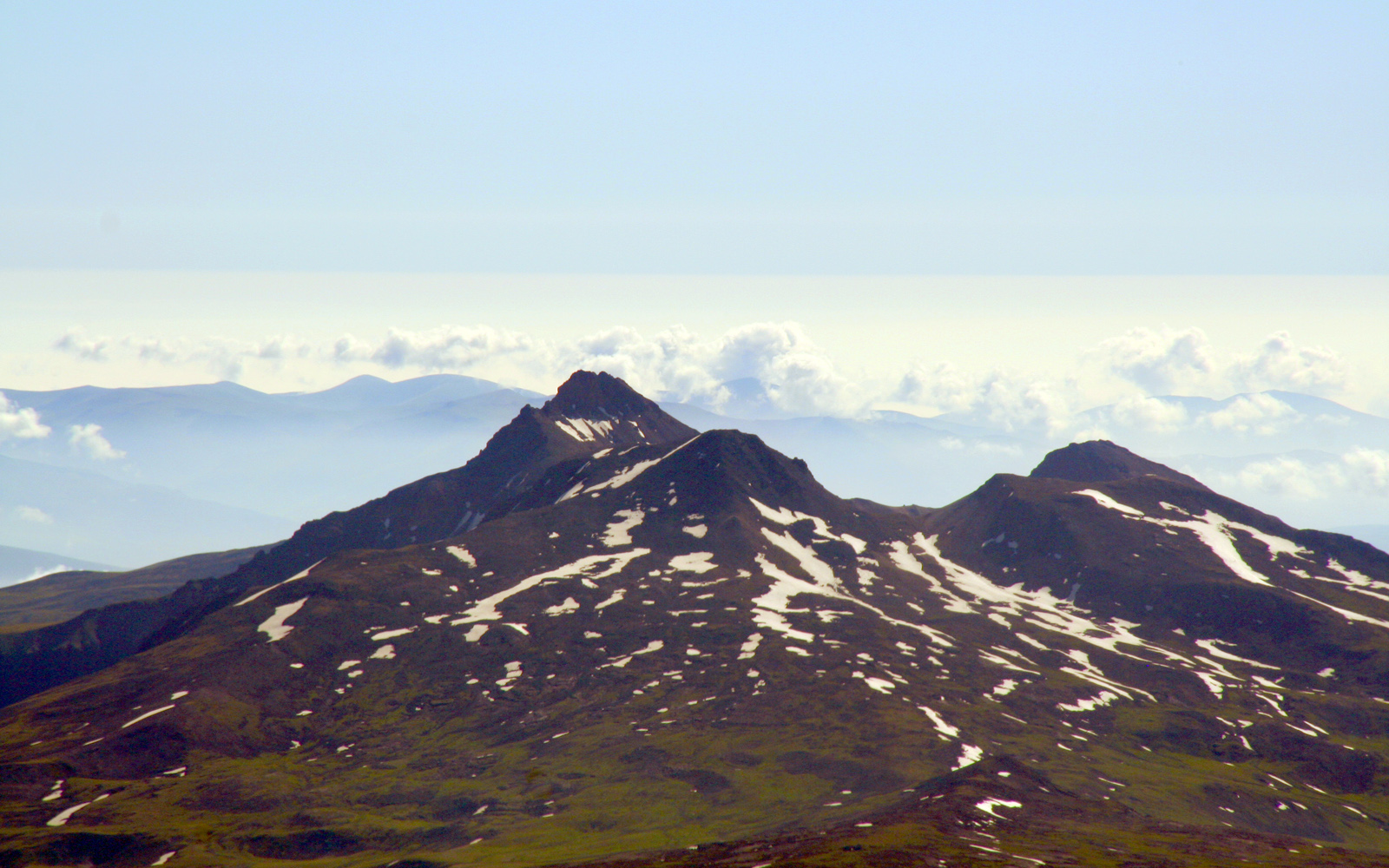
آراگاتس
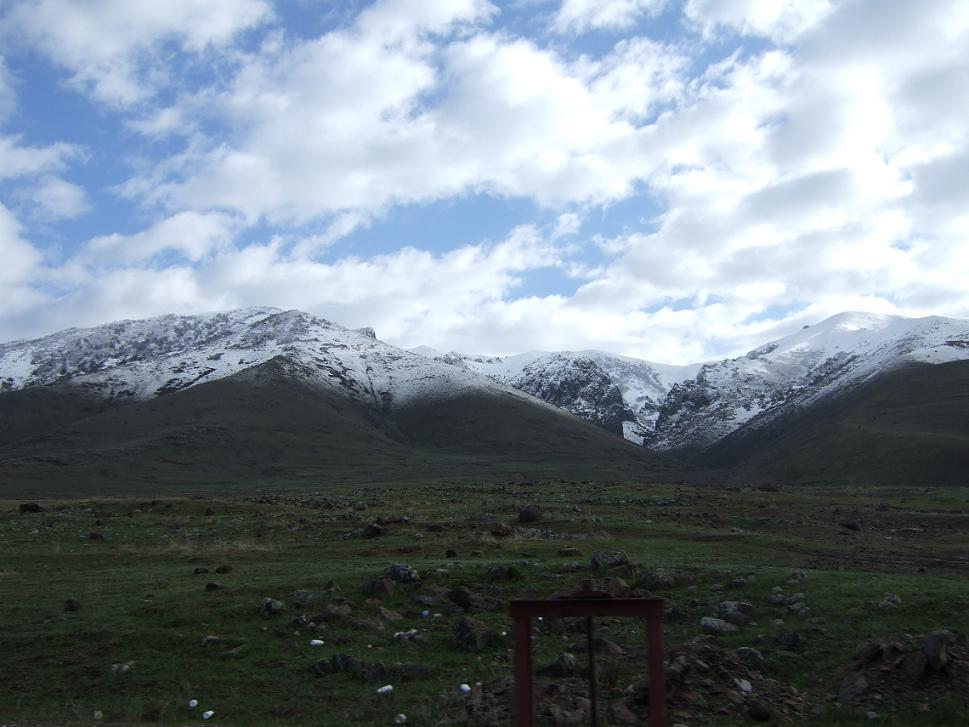
کوه آرایی
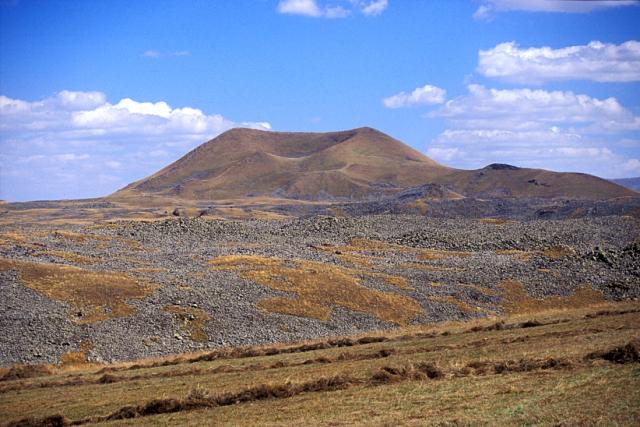
پوراک
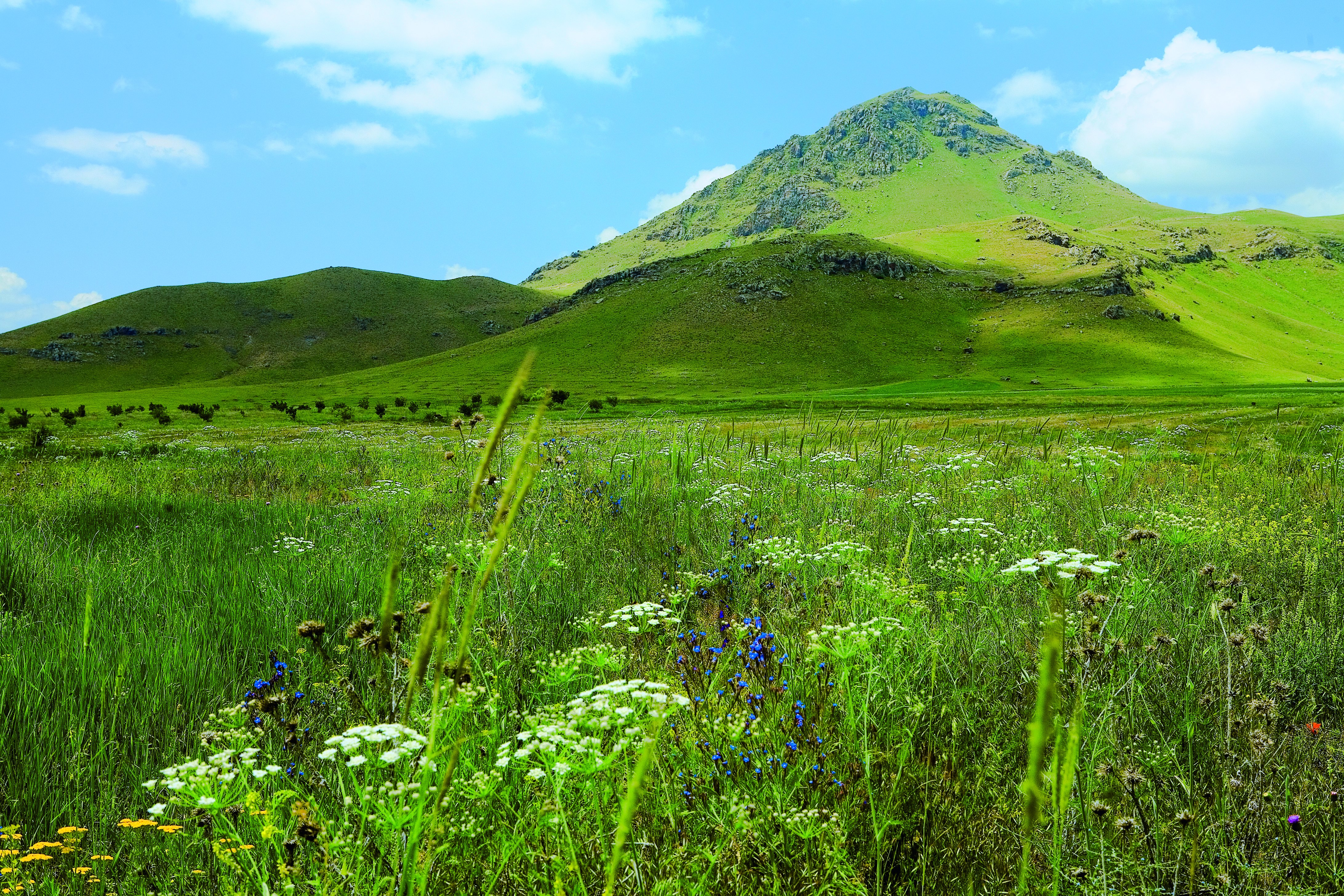
آرتنی
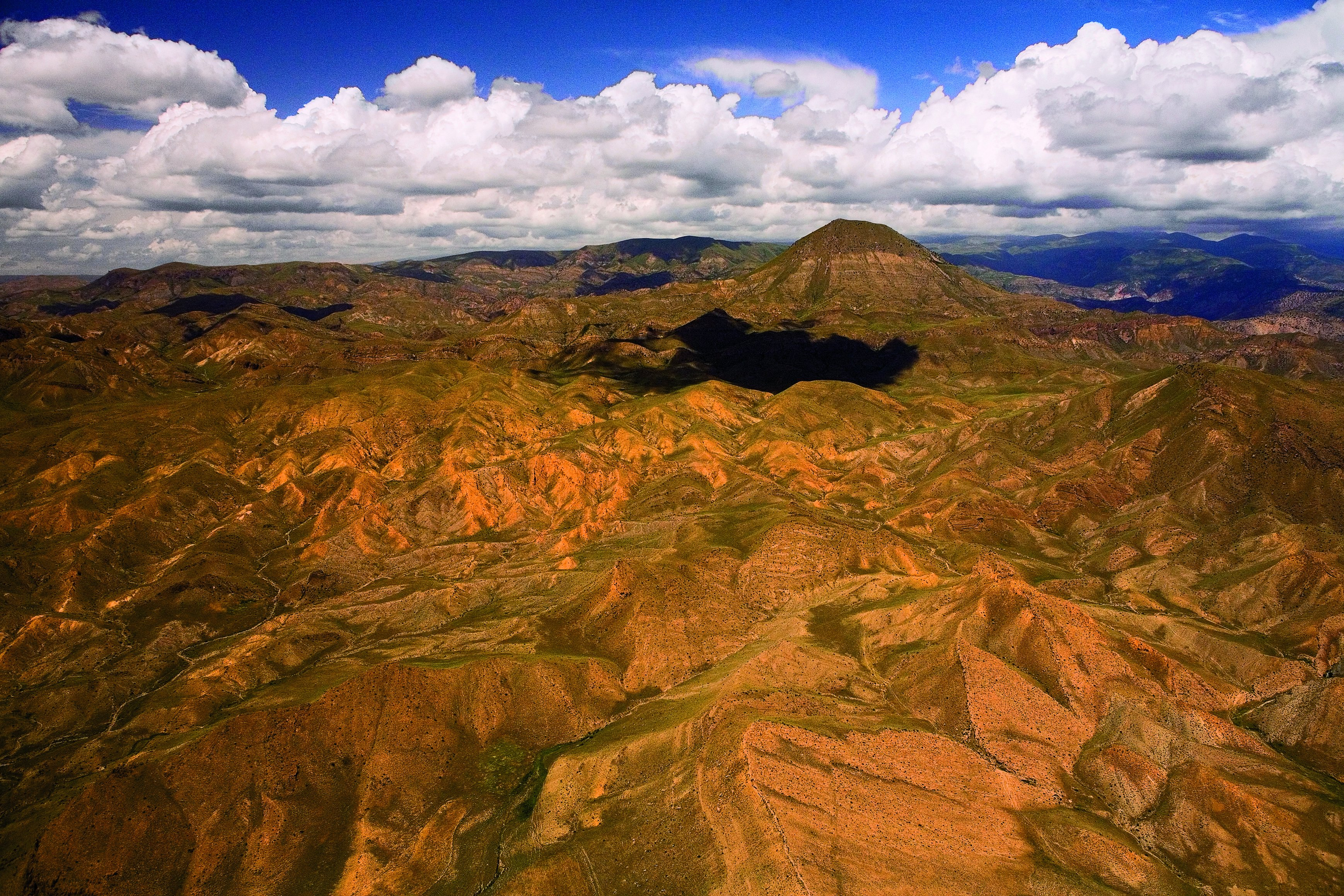
رشته‌کوه گقام